# Pfaffenschneidkopf
Der Pfaffenschneidkopf, auch einfach Pfaffenkopf, ist ein 2918 m hoher Gipfel im Hauptkamm der Zillertaler Alpen. Er liegt genau auf der Grenze zwischen dem österreichischen Bundesland Salzburg und der italienischen Provinz Südtirol sowie zwischen dem Nationalpark Hohe Tauern und dem Naturpark Rieserferner-Ahrn.

## Lage
Der Pfaffenschneidkopf liegt im Zillertaler Hauptkamm, wo er zwischen dem Krimmler Tauern im Westen und der Birnlücke im Osten der höchste Gipfelpunkt ist. Rund 300 m nordöstlich des Gipfels liegt der etwas tiefere Klockerkarkopf (2911 m), getrennt durch eine nur 37 m tiefe Einschartung. Rund 700 m südwestlich befindet sich der Große Tauernkopf, getrennt durch die etwa 2800 m hohe Pfaffenscharte.
Nordseitig fällt das Gelände zum Windbachtal, einem Seitental des Krimmler Achentals, ab; südseitig Richtung Ahrntal streicht die markante Pfaffenschneide talwärts, die vom Lausitzer Weg an der Teufelsstiege überwunden wird.

## Alpinismus

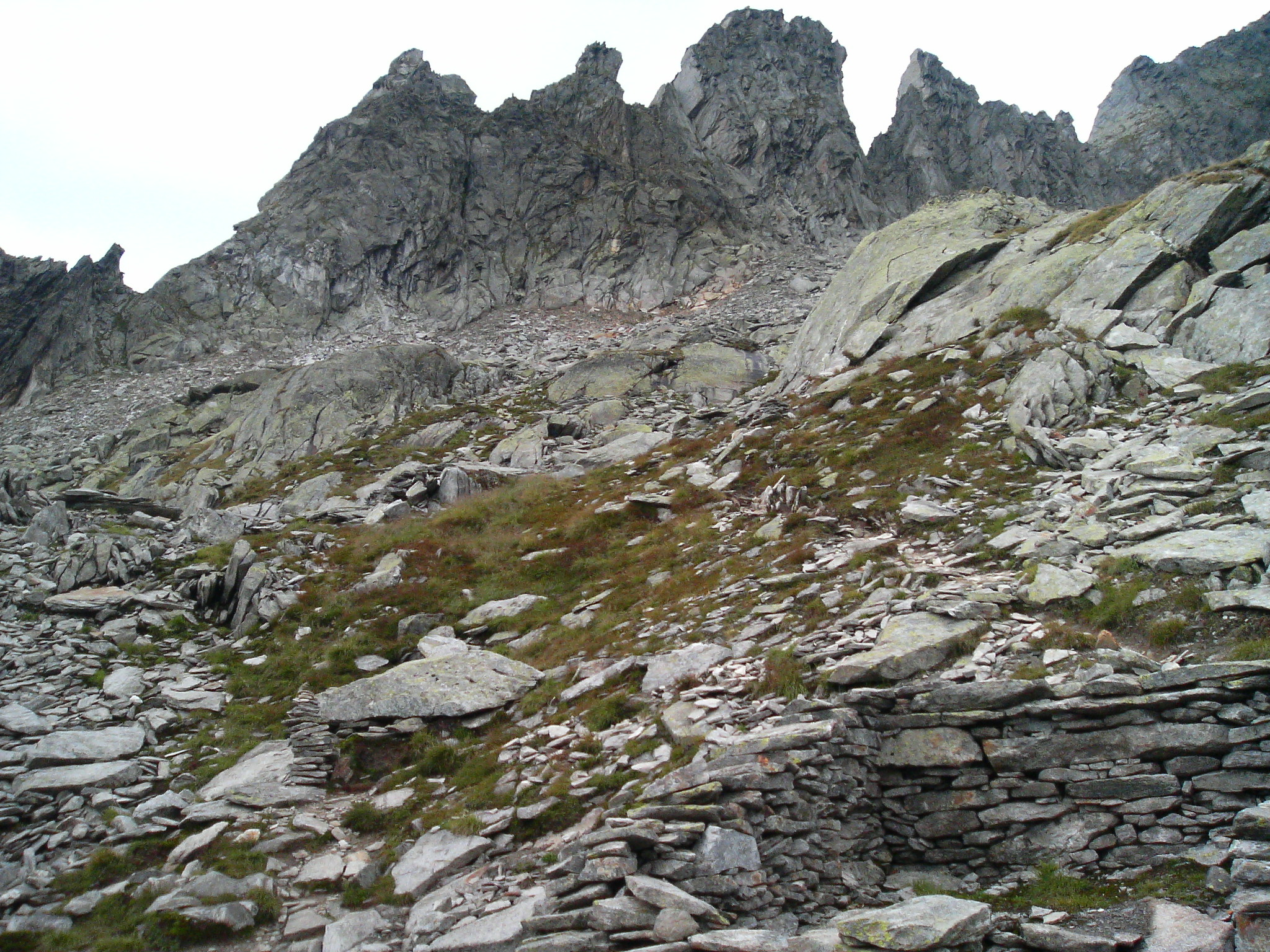
Die zerklüftete Pfaffenschneide am Lausitzer Weg

Die erste bekannte Besteigung des Gipfels erfolgte am 10. Juli 1895 als Überschreitung vom Norden her durch den ersten Herausgeber des Nietzsche-Archivs Fritz Koegel und den Bergführer Franz Hofer.
Heute wird der Pfaffenschneidkopf meist in Zusammenhang mit dem Klockerkarkopf erstiegen, der auch durch einen markierten Wanderweg erschlossen ist.